# 高橋節郎
- 高橋節郎
- 髙橋節郎
- 高橋節郞
- 髙橋節郞

高橋 節郎（たかはし せつろう、新字体：高［髙］橋 節郎、旧字体：高［髙］橋 節郞、1914年（大正3年）9月14日 - 2007年（平成19年）4月19日）は、日本の漆芸家。長野県南安曇郡北穂高村（現安曇野市）出身。旧制松本中学（長野県松本深志高等学校）を経て、1938年東京美術学校工芸科漆工部卒業。日本芸術院会員、文化勲章受章者、文化功労者、日本美術展覧会顧問。

## 経歴

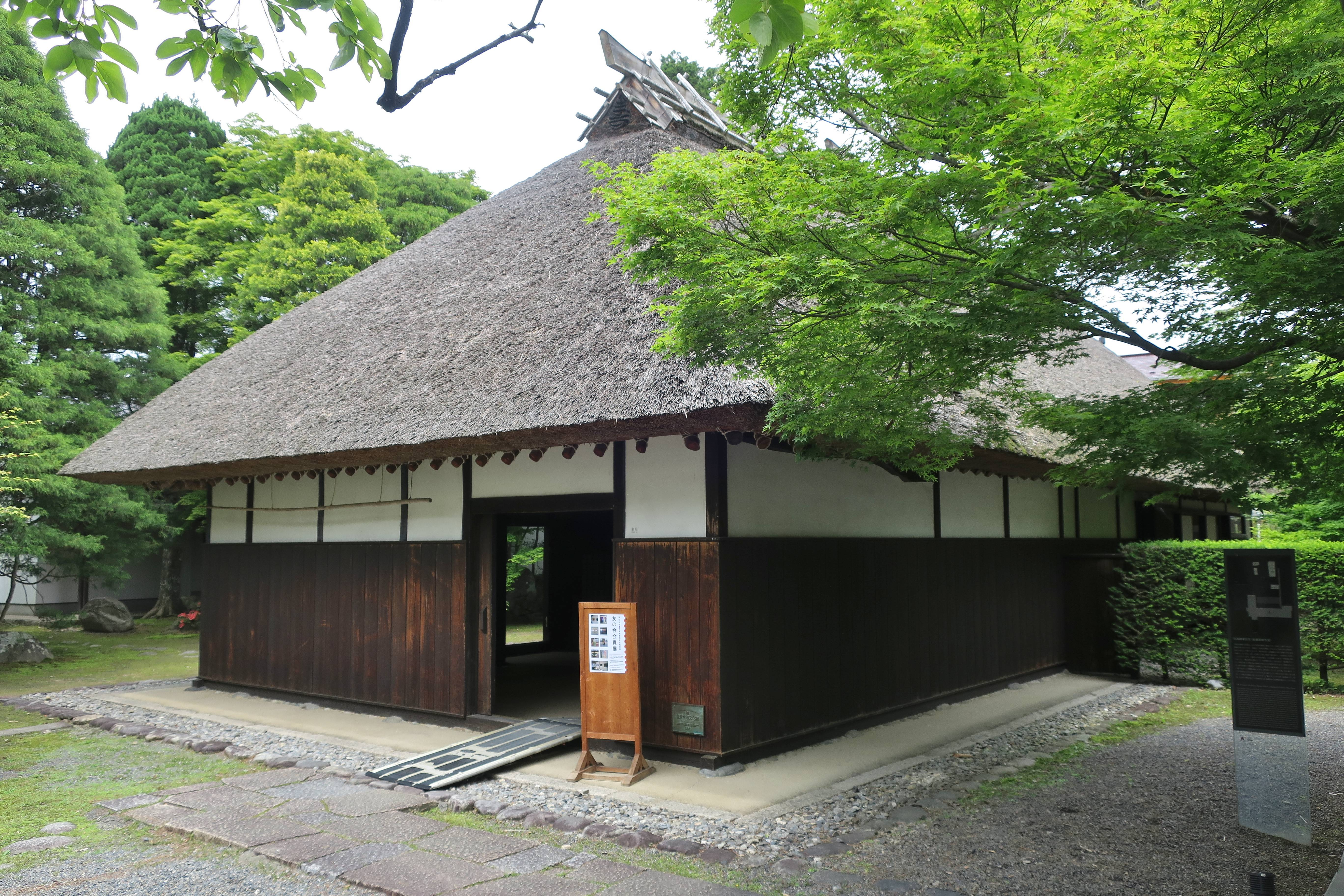
高橋節郎生家

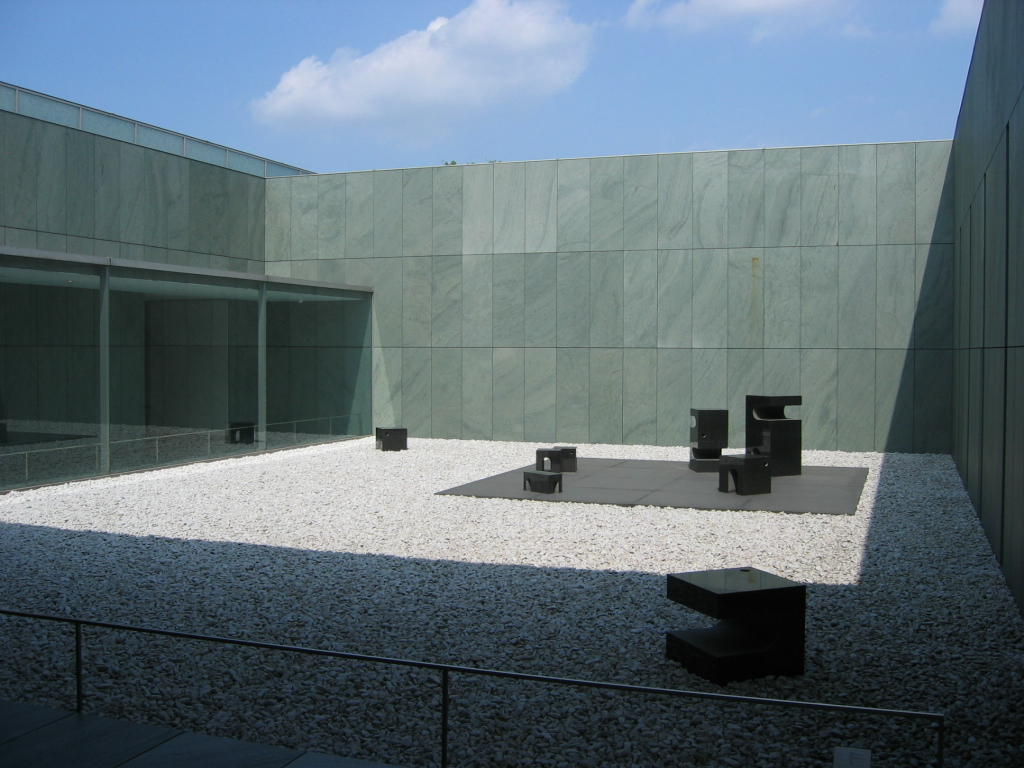
豊田市美術館髙橋節郎館

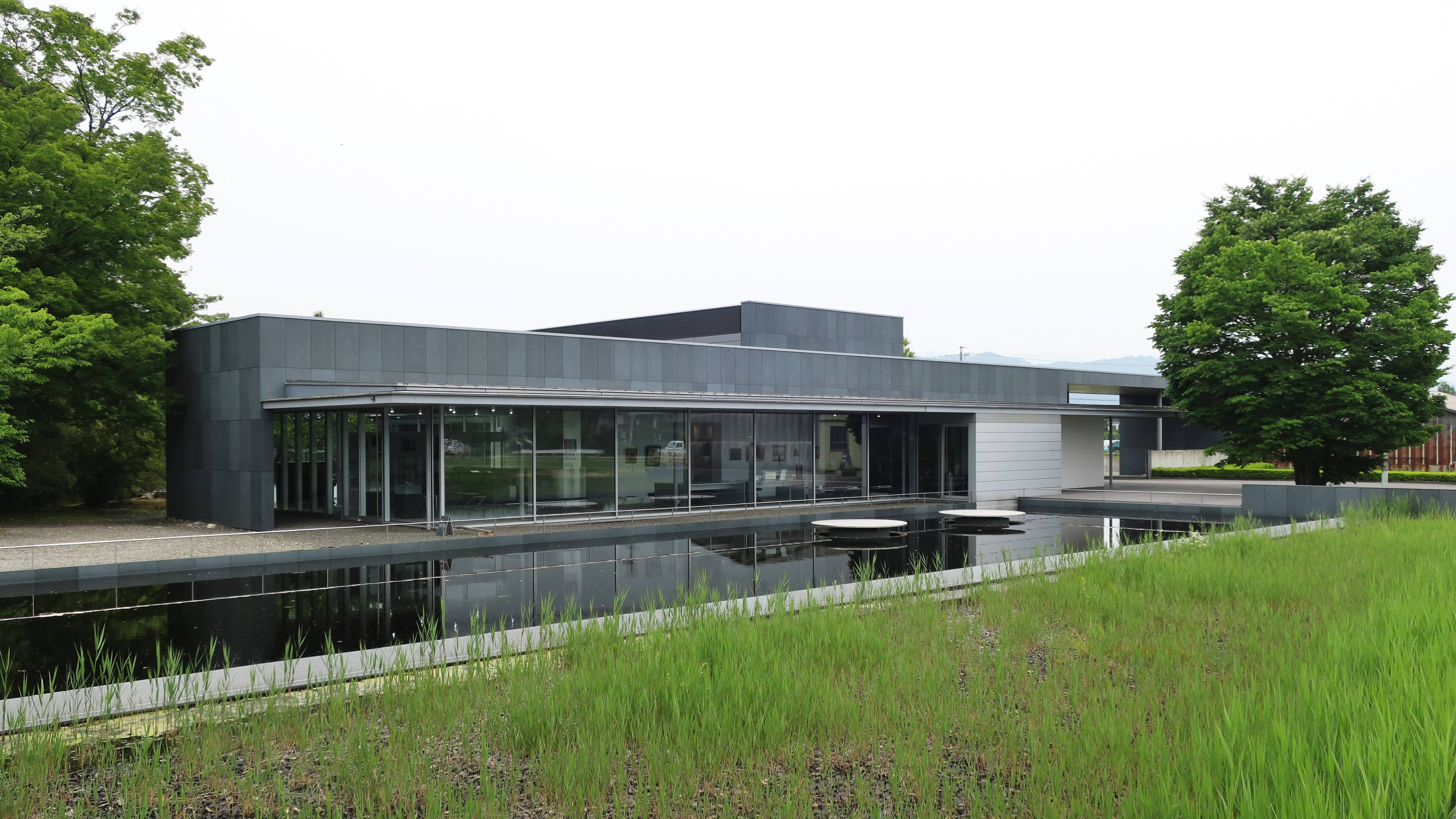
安曇野高橋節郎記念美術館

- 1940年（昭和15年）- 紀元二千六百年奉祝美術展「虜美人草（ひなげし）之図小屏風」を出品、入選
- 1941年（昭和16年） - 第4回新文展に「漆木瓜の図屏風」を出品、特選を受賞[2]
- 1946年（昭和21年）- 第1回日展「菊籬蒔絵文庫」を出品、入選
- 1953年（昭和28年）- 第9回日展審査員に就任
- 1965年（昭和40年）- 第7回新日展出品作「化石譜」により日本芸術院賞受賞[3]
- 1976年（昭和51年）- 東京芸術大学美術学部教授に就任（1982年に退任）[1]
- 1981年（昭和56年）- 日本芸術院会員
- 1984年（昭和59年）- 紺綬褒章受章
- 1986年（昭和61年）- 勲三等瑞宝章受章
- 1990年（平成2年）- 文化功労者顕彰、長野県芸術文化功労者
- 1995年（平成7年）- 東京芸術大学名誉教授に就任[1]、豊田市美術館髙橋節郎館開館[1]
- 1997年（平成9年）- 長野オリンピック公式記念メダルをデザイン、文化勲章を受章
- 1998年（平成10年）- 豊田市名誉市民となる
- 2003年（平成15年）- 都営地下鉄大江戸線汐留駅の陶壁レリーフ「日月星花」が「日本の鉄道パブリックアート大賞」の国土交通大臣賞を受賞、出身地の穂高町（現：安曇野市）に安曇野高橋節郎記念美術館開館[1]
- 2007年（平成19年）- 肺炎のため死去、92歳[4]。叙従三位[5]。

## 主な展示
- 豊田市美術館髙橋節郎館
  - 1995年（平成7年）11月開館[6]。
  - 豊田市との縁は、1984年（昭和59年）に豊田市民文化会館で「黒と金の世界  髙橋節郎」を開催後に作品75点を寄贈したことから始まる。
  - 豊田市美術館髙橋節郎館では、漆装飾されたピアノ、ハープ、フルート、クラリネットがあり、豊田市コンサートホールでのコンサートで使用されることもある。
- 安曇野高橋節郎記念美術館
  - 2003年（平成15年）に北穂高の生家に開館した[1]。
- その他の展示
  - 中部国際空港ターミナルビル内の陶壁画「天空翔翔」も髙橋の作品である。